# Зорица Минић
Зорица Минић (Чумић код Крагујевца, 10. децембар 1958) је истакнута српска певачица. Њене најпознатије песме су Посвађа нас дан, помири нас ноћ, Хеј ноћи тамна ноћи, Џенерика, Срећна слава домаћине, Ишли, ишли па се разишли, Може, може, што да не и Да ми је ноћас.

## Фестивали[2]
- 1992. Шумадијски сабор - Никада више
- 1993. Шумадијски сабор - Ноћ је за љубав створена, награда за аранжман
- 1995. Моравски бисери - Намигнула зора, трећа награда публике
- 1996. Шумадијски сабор - Може, може, што да не, награда за интерпретацију
- 1996. Бања Лука - Процветале трешње ране (Вече народне музике)
- 1997. Шумадијски сабор - Оно што се мора, мора
- 1998. Моравски бисери - Очи боје љубави
- 1998. Бања Лука - Детелино, траво (Вече народне музике), победничка песма
- 1999. Фестивал "Драгиша Недовић", Крагујевац - У лијепом, старом, граду Вишеграду / Лепо ти је бити чобаница
- 1999. Моравски бисери - Благо теби док је мајка жива
- 2000. Фестивал "Драгиша Недовић", Крагујевац - Лепо ти је бити чобаница
- 2002. Моравски бисери - Судбина
- 2020. Сабор народне музике Србије, Београд - Шта бих ја да ми песме није, награда за аранжман
- 2021. Лира, Београд - Гошћа ревијалног дела фестивала и добитница Плакете Златна лира за изузетна и незаборавна вокална остварења
- 2022. Сабор народне музике Србије, Београд - Једино је душа вечна
- 2022. Моравски бисери - Намигнула зора / Дан по дан (Ревијални део фестивала)

## Дискографија[3]
- Седам дана нисам милована (Југодиск, 1984)
- Венем, венем (Југодиск, 1986)
- Сањалица (Дискос, 1990)
- Покидани снови (ПГП РТБ, 1992)
- Рођен за љубав (ПГП РТС, 1994)
- Џенерика (ПГП РТС, 1996)
- Може, може, што да не (ПГП РТС, 1997)
- Шалимо се, шалимо (Јувекомерц, 1999)
- Разведена жена (Продукција Јужни ветар, 2001)